# Höffen (Bergisch Gladbach)
Höffen ist ein Ortsteil im Stadtteil Paffrath von Bergisch Gladbach. Er bildet mittlerweile mit Paffrath einen geschlossenen Siedlungsbereich, so dass er lediglich noch in der Straßenbezeichnung Höffenstraße wahrgenommen wird.

## Geschichte
Der Name Höffen greift einen mittelalterlichen Siedlungsnamen auf, der für 1382 als  in den Hoven belegt ist. Im Urkataster ist er nördlich von Paffrath im Bereich der heutigen Höffenstraße verzeichnet. Um 1790. bestand die Siedlung aus zwei Hofstellen. 1858 zählte man hier 15 Einwohner.
Die Topographia Ducatus Montani des Erich Philipp Ploennies, Blatt Amt Porz, belegt, dass der Wohnplatz 1715 als ein Hof kategorisiert wurde und mit Hufen bezeichnet wurde.
Carl Friedrich von Wiebeking benennt die Hofschaft auf seiner Charte des Herzogthums Berg 1789 als Hufen. Aus ihr geht hervor, dass Höffen zu dieser Zeit Teil der Honschaft Paffrath im gleichnamigen Kirchspiel war.
Unter der französischen Verwaltung zwischen 1806 und 1813 wurde das Amt Porz aufgelöst und Höffen wurde politisch der Mairie im Kanton Bensberg zugeordnet. 1816 wandelten die Preußen die Mairie zur Bürgermeisterei Gladbach im Kreis Mülheim am Rhein. Mit der Rheinischen Städteordnung wurde Gladbach 1856 Stadt, die dann 1863 den Zusatz Bergisch bekam.
Der Ort ist auf der Topographischen Aufnahme der Rheinlande von 1824 als Höfe und auf der Preußischen Uraufnahme von 1840 als Höfen verzeichnet. Ab der Preußischen Neuaufnahme von 1892 ist er auf Messtischblättern regelmäßig als Höffen, später ohne Namen verzeichnet.
Aufgrund des Köln-Gesetzes wurde die Stadt Bensberg mit Wirkung zum 1. Januar 1975 mit Bergisch Gladbach zur Stadt Bergisch Gladbach zusammengeschlossen. Dabei wurde auch Höffen Teil von Bergisch Gladbach.
| Jahr | Einwohner | Wohn- gebäude | Kategorie | Bemerkung         |
| ---- | --------- | ------------- | --------- | ----------------- |
| 1845 | 24        | 4             | Hofstelle | in den Höfen gen. |
| 1871 | 15        | 3             | Hofstelle | Höfen gen.        |
| 1885 | 21        | 4             | Wohnplatz | Höffenstraße gen. |
| 1895 | 57        | 10            | Wohnplatz | Höffenstraße gen. |

Höffen war immer Teil der Pfarrgemeinde Paffrath.

## Etymologie
Der Siedlungsname leitet sich vom germanischen Hove (=Hof, Gehöft) her und bezog sich auf die beiden vorerwähnten Hofstellen, die bereits um 1382 vorhanden gewesen sein müssen, da die früheste Erwähnung in der Mehrzahl Hoven erfolgte.